# Liste de villes de Suède
Pour un article plus général, voir Administration territoriale de la Suède.
Pour les articles homonymes, voir Ville.
En Suède, la ville (en suédois : stad) est une ancienne division territoriale supprimée en 1971. Même si cette différence a été supprimée, les Suédois appellent couramment « villes » les agglomérations ayant joui de ce statut. Ces localités sont le plus souvent (à l'exception de Falsterbo, Gränna, Huskvarna, Marstrand, Sigtuna, Skanör, Skänninge et de Öregrund) le chef-lieu d'une commune.

## Liste
La liste ci-dessous comporte uniquement les localités suédoises ayant eu le statut de ville. Pour une liste exhaustive des localités suédoises, consulter l'article Liste des localités de Suède.
- Alingsås (1619)
- Åmål (1643)
- Ängelholm (1516)
- Arboga (XIIIe siècle)
- Arvika (1911)
- Askersund (1643)

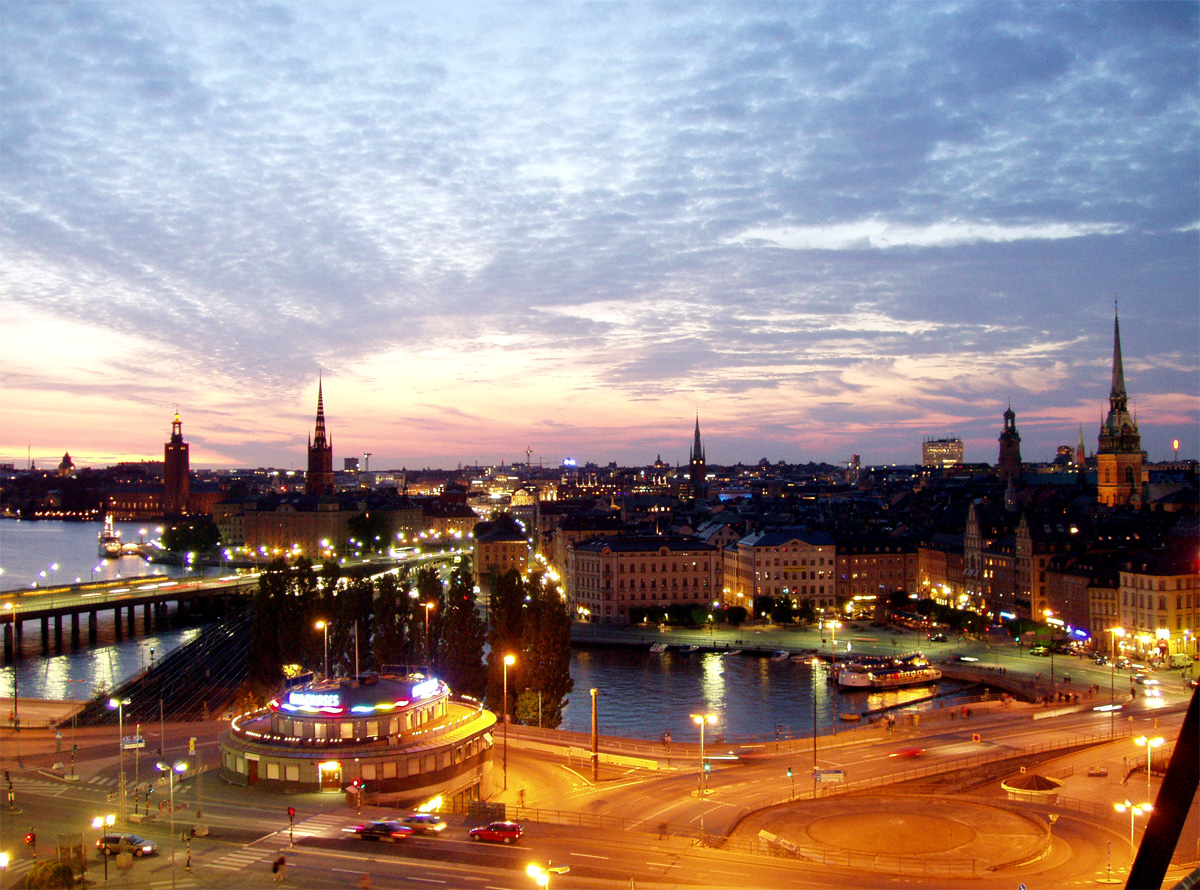
Le centre-ville de Stockholm

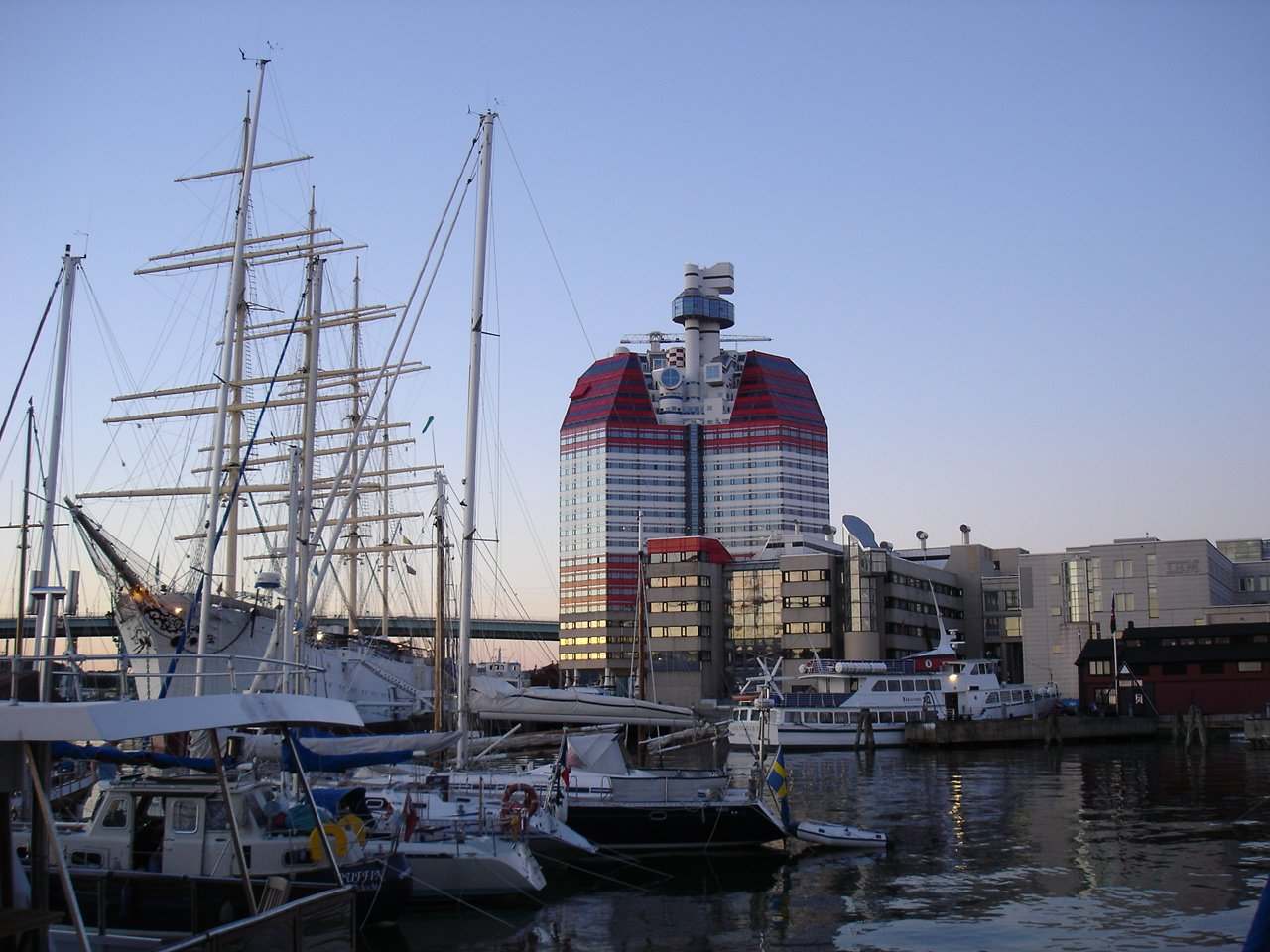
La deuxième plus grande ville de Suède, Göteborg

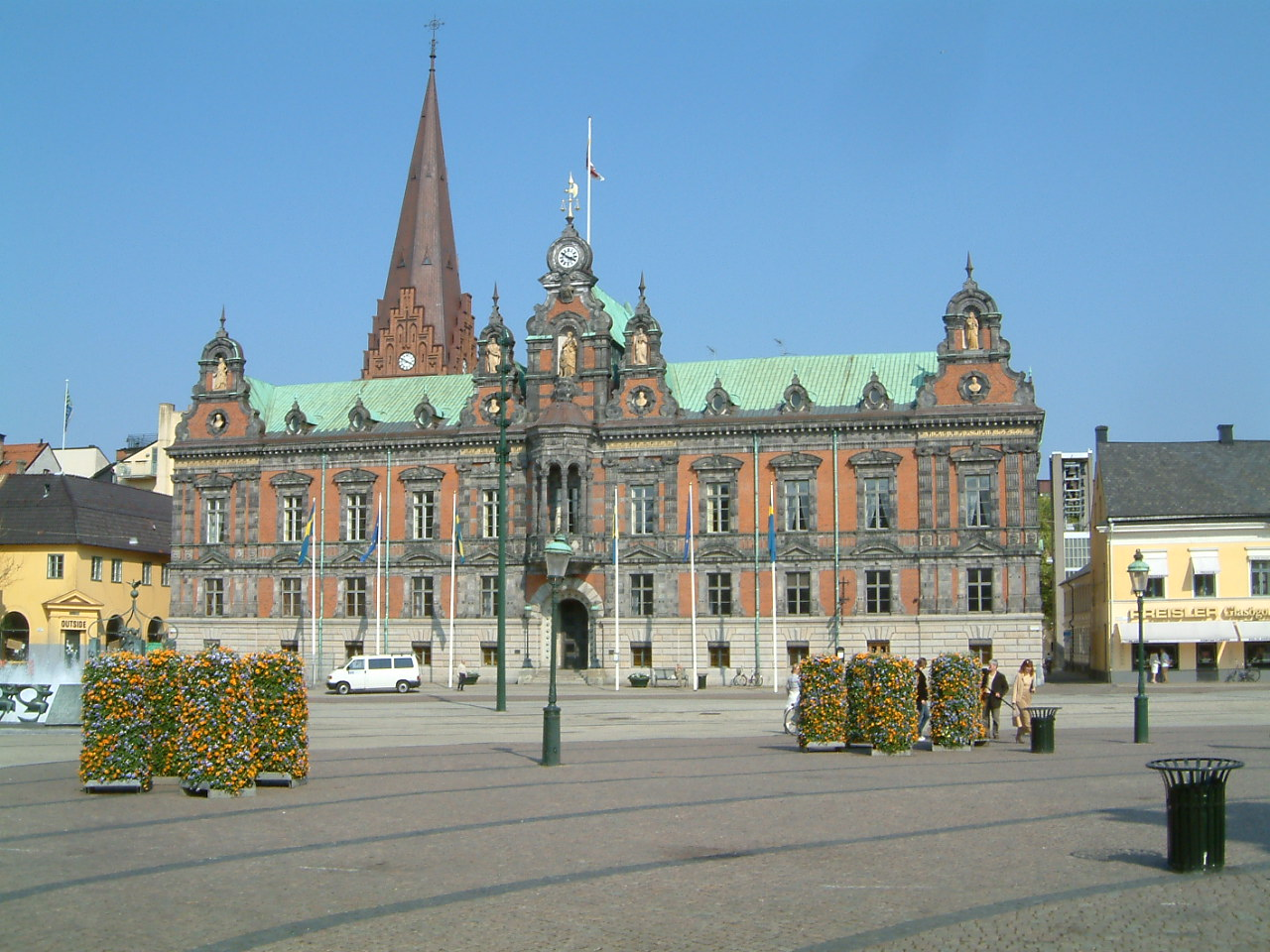
Malmö

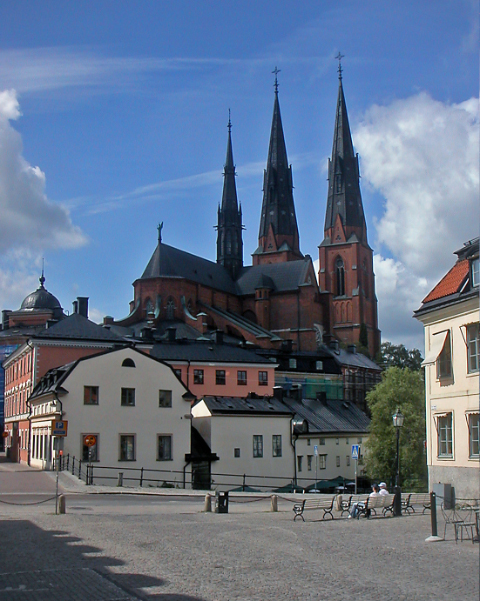
La cathédrale d'Uppsala

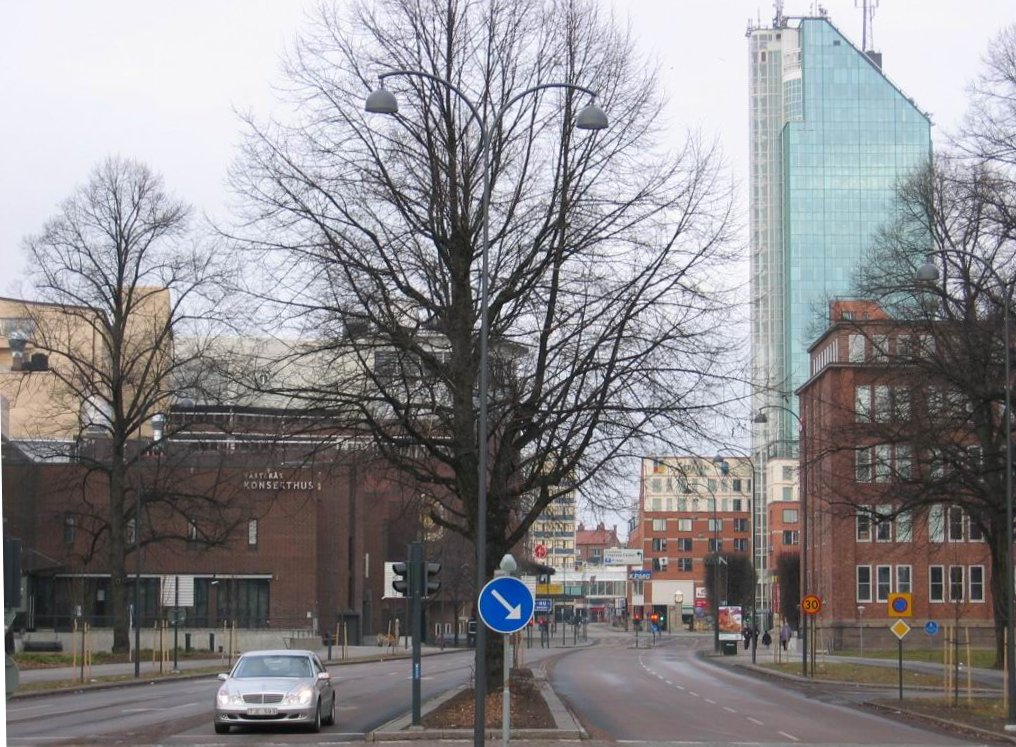
Västerås

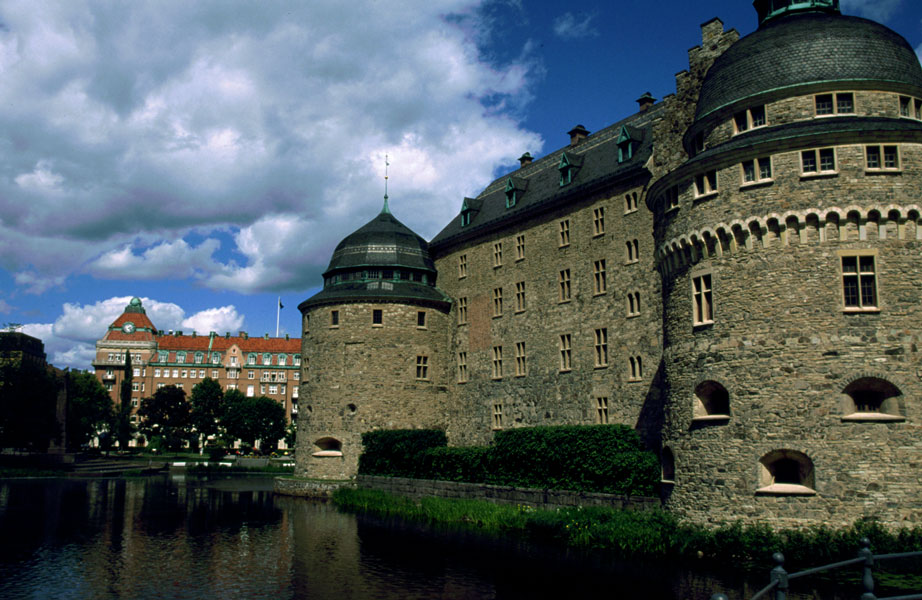
Le château d'Örebro

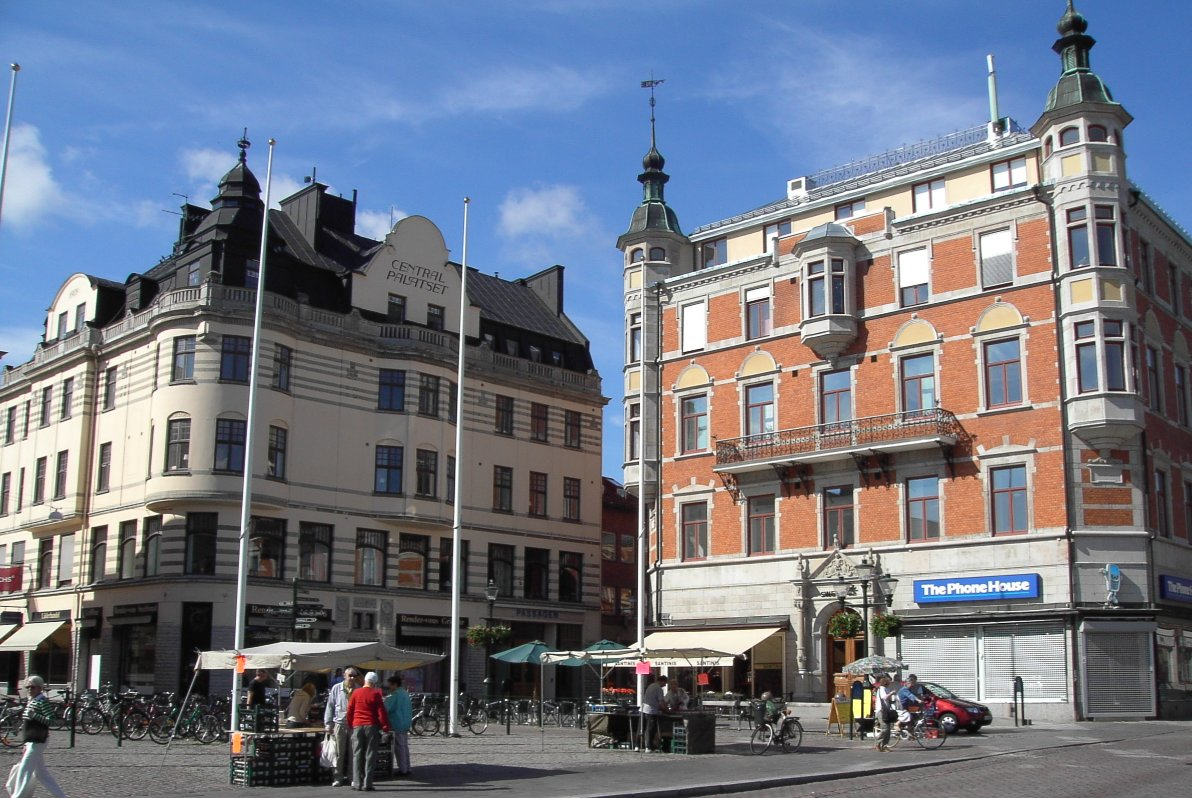
Linköping

- Avesta (Avête) (1641-1686, puis 1919)
- Boden (1919)
- Bollnäs (1942)
- Borgholm (1816)
- Borlänge (1944)
- Borås (1622)
- Djursholm (1914)
- Eksjö (Lac-aux-chênes) (1403)
- Enköping (1300)
- Eskilstuna (1659)
- Eslöv (1911)
- Fagersta (Belleville) (1944)
- Falkenberg (1558)
- Falköping (1200)
- Falsterbo (1200)
- Falun (1641)
- Filipstad (Philippe-ville) (1611)
- Flen (1949)
- Gränna (1652)
- Gävle (Gèfle) (1446)
- Göteborg (Gothembourg) (1619)
- Hagfors (1950)
- Halmstad (Chaume-ville) (1200)
- Haparanda (1848)
- Hedemora  (1446)
- Helsingborg(1085)
- Hjo (Hïo) (1400)
- Huskvarna (1911)
- Hudiksvall (1582)
- Härnösand (1585)
- Hässleholm (1914)
- Höganäs (1936)
- Jönköping (1284)
- Kalmar (1100)
- Karlshamn (1664)
- Karlskoga (1940)
- Karlskrona (Carlscrone) (1680)
- Karlstad (Carlstadt) (1584)
- Katrineholm (1917)
- Kiruna  (1944)
- Kramfors (1947)
- Kristinehamn (1642)
- Kristianstad (1622)
- Kumla (1942)
- Kungsbacka (XVe siècle)
- Kungälv (1100)
- Köping (1474)
- Laholm (XIIIe siècle)
- Landskrona (1413)
- Lidingö (1926)
- Lidköping  (1446)
- Lindesberg (1643)
- Linköping (1287)
- Ljungby (1936)
- Ludvika (1919)
- Luleå (1621)
- Lund (990)
- Lysekil (1903)
- Malmö (Malmoe) (1256)
- Mariestad (1583)
- Marstrand (1230)
- Mölndal (1922)
- Nacka  (1949)
- Nora (1643)
- Norrköping (1384)
- Norrtälje (1622)
- Nybro  (1932)
- Nyköping (1187)
- Nynäshamn (1946)
- Nässjö (1914)
- Örebro (XIIIe siècle)
- Öregrund (1491)
- Örnsköldsvik (1893)
- Oskarshamn (1856)
- Östersund (1786)
- Östhammar (XVe siècle)
- Oxelösund (1950)
- Piteå (1621)
- Ronneby (1387)
- Sandviken (1943)
- Sala (1624)
- Sigtuna (990)
- Simrishamn (1300)
- Skanör (1200)
- Skara (988)
- Skellefteå (1845)
- Skänninge (XIIIe siècle)
- Skövde (1400)
- Sollefteå (1917)
- Solna (1943)
- Stockholm (1252)
- Strängnäs (1336)
- Strömstad (1672)
- Sundbyberg (1927)
- Sundsvall (1624)
- Säffle (1951)
- Säter (1642)
- Sävsjö (1947)
- Söderhamn (1620)
- Söderköping (1200)
- Södertälje (1000)
- Sölvesborg (1445)
- Trelleborg (1619)
- Trollhättan (1916)
- Trosa (1300)
- Uddevalla (1498)
- Ulricehamn (XVe siècle)
- Umeå (1622)
- Uppsala (Upsal) (1286)
- Vadstena (1400)
- Varberg (1578)
- Vaxholm (1652)
- Vetlanda (1920)
- Vimmerby (XIVe siècle)
- Visby (900)
- Vänersborg (1644)
- Värnamo (1920)
- Västervik (1200)
- Västerås (Arose) (990)
- Växjö (1342)
- Ystad (XIIIe siècle)

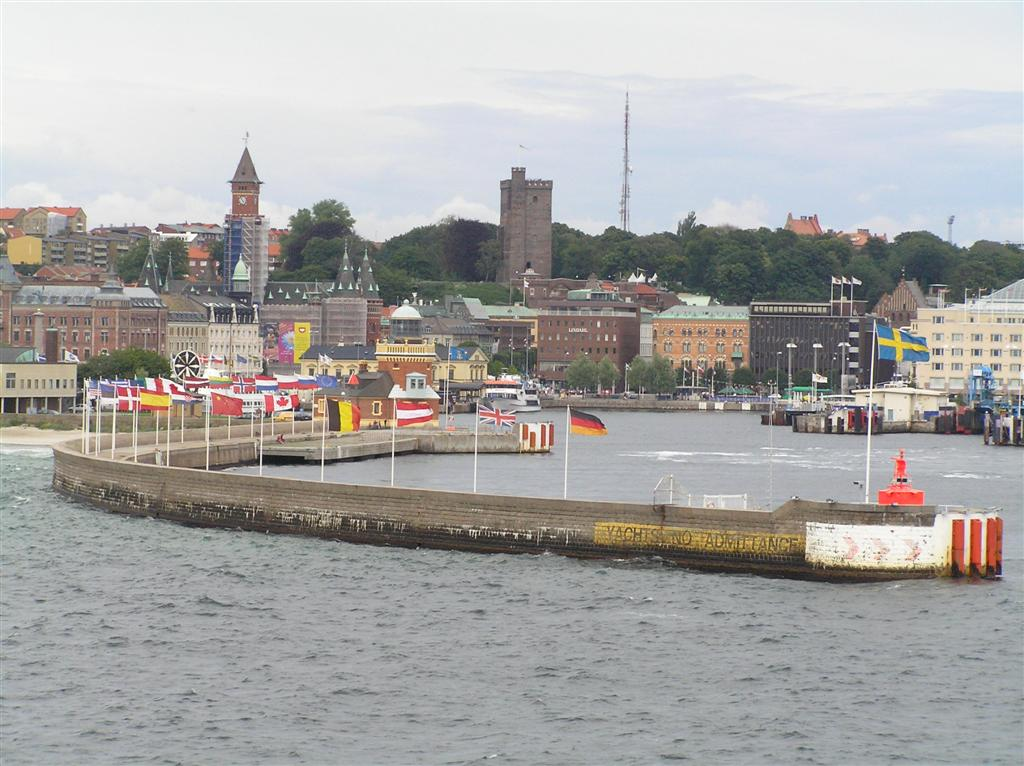
L'entrée du port de Helsingborg
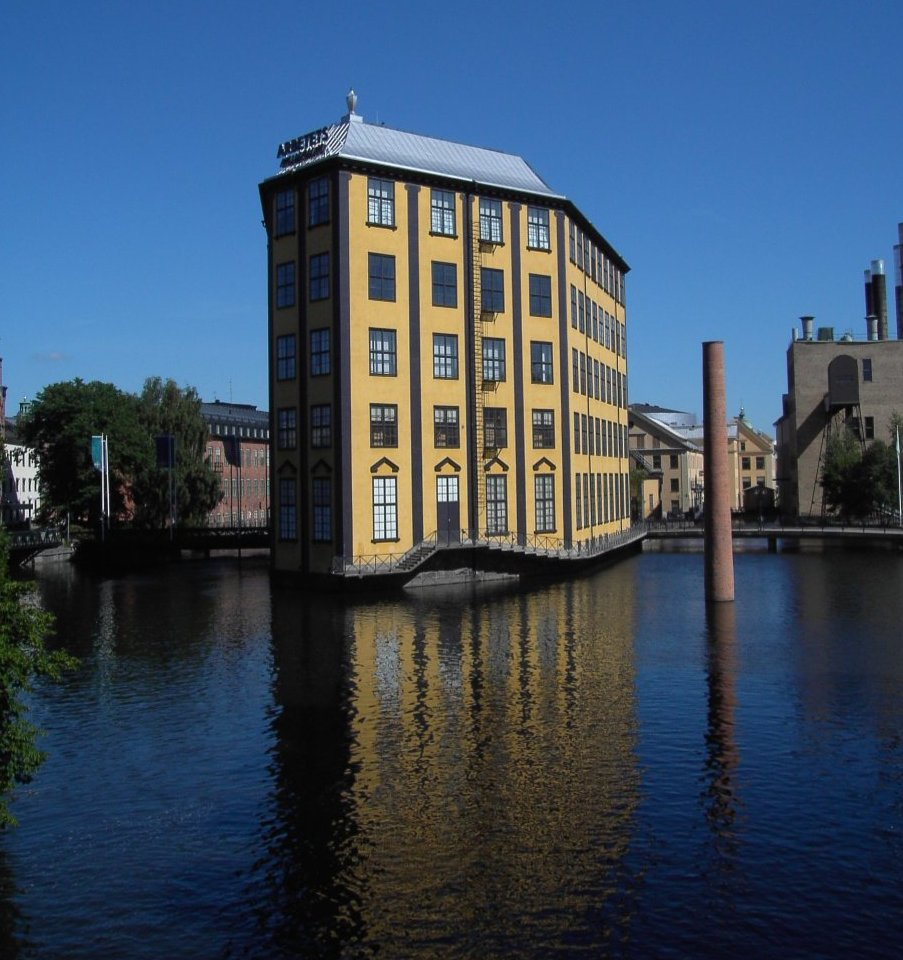
Norrköping
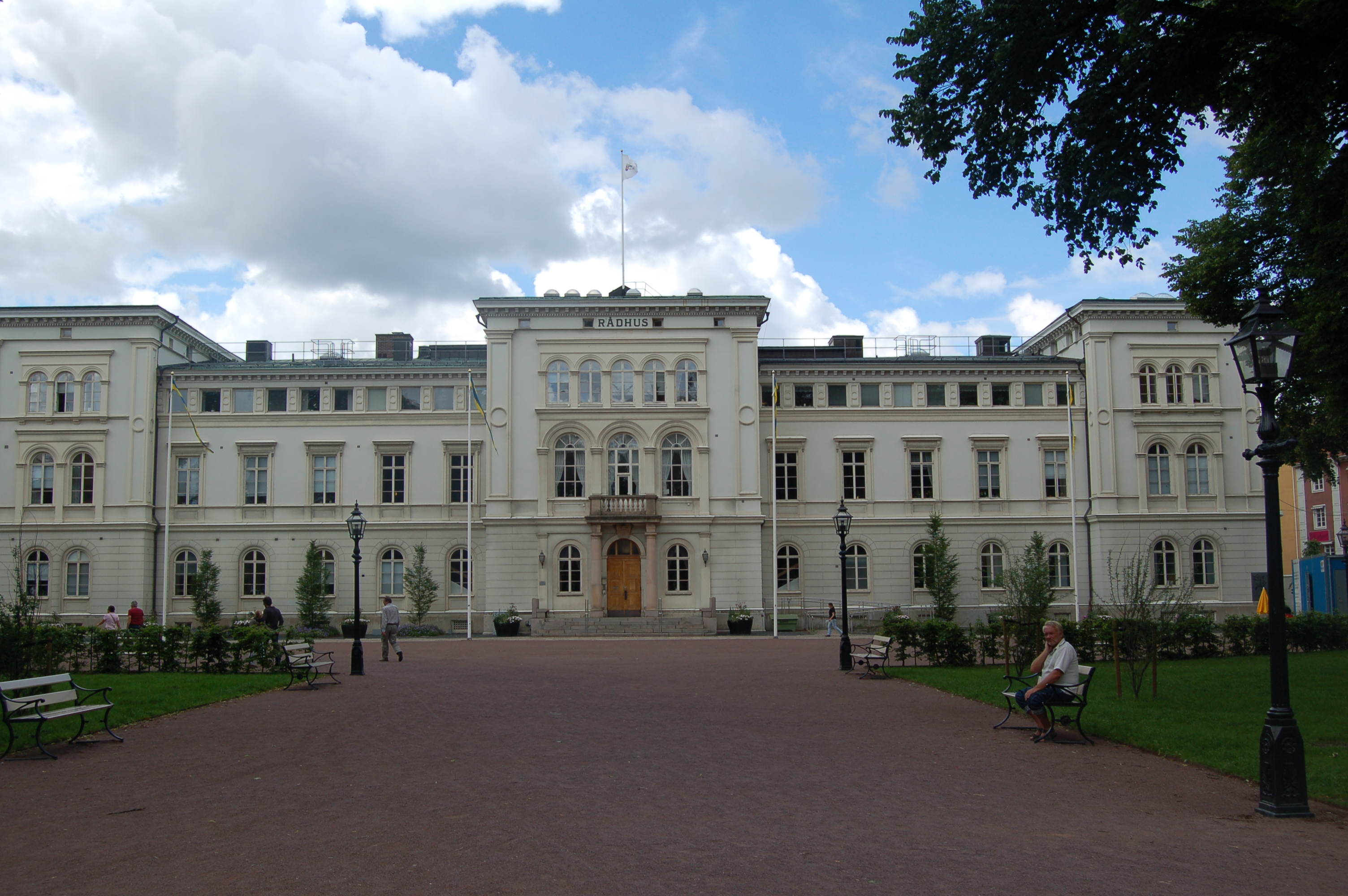
La mairie de Jönköping
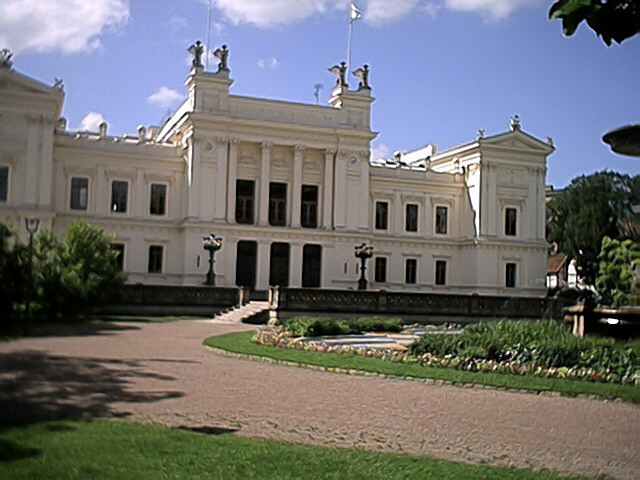
L'université de Lund
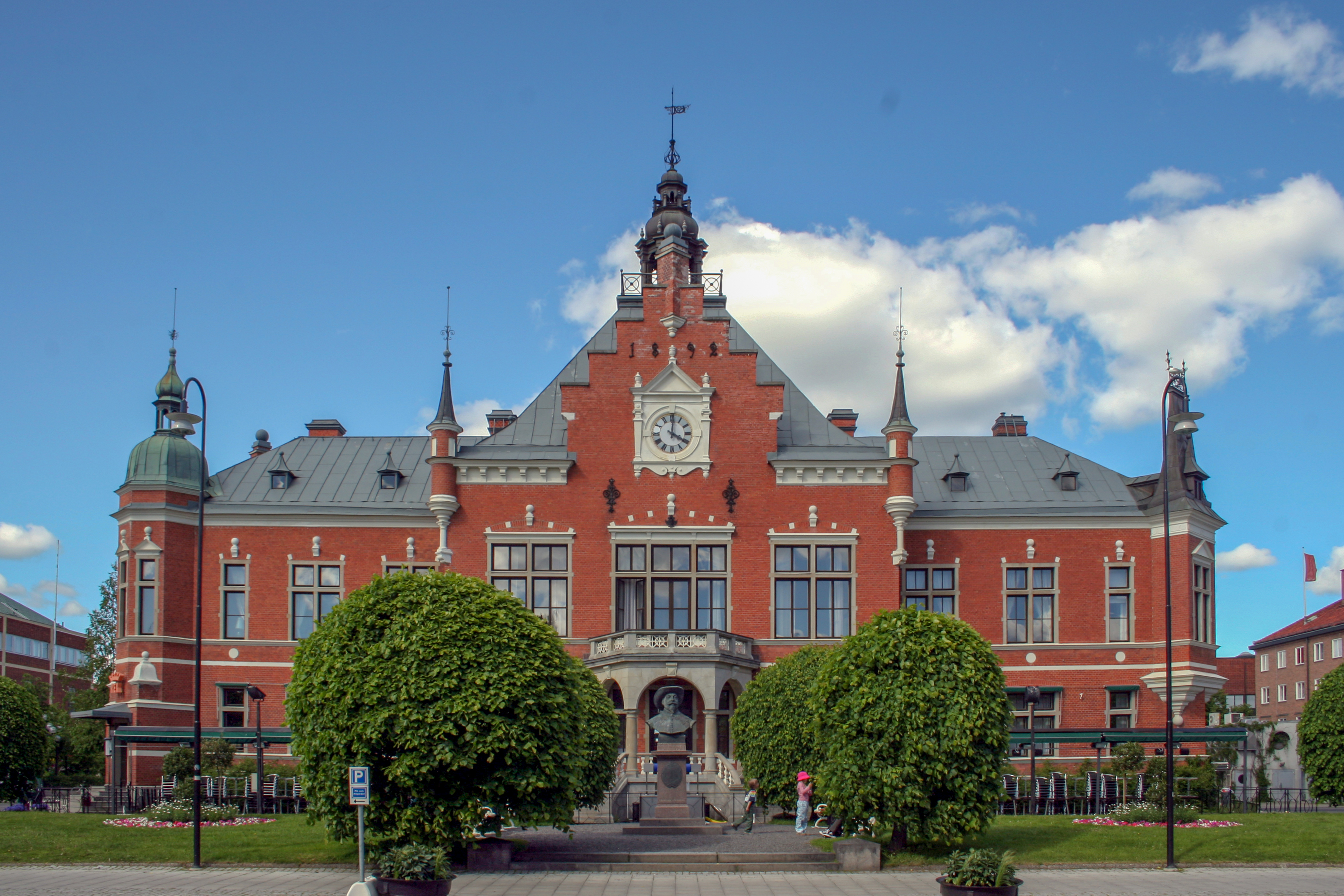
Umeå
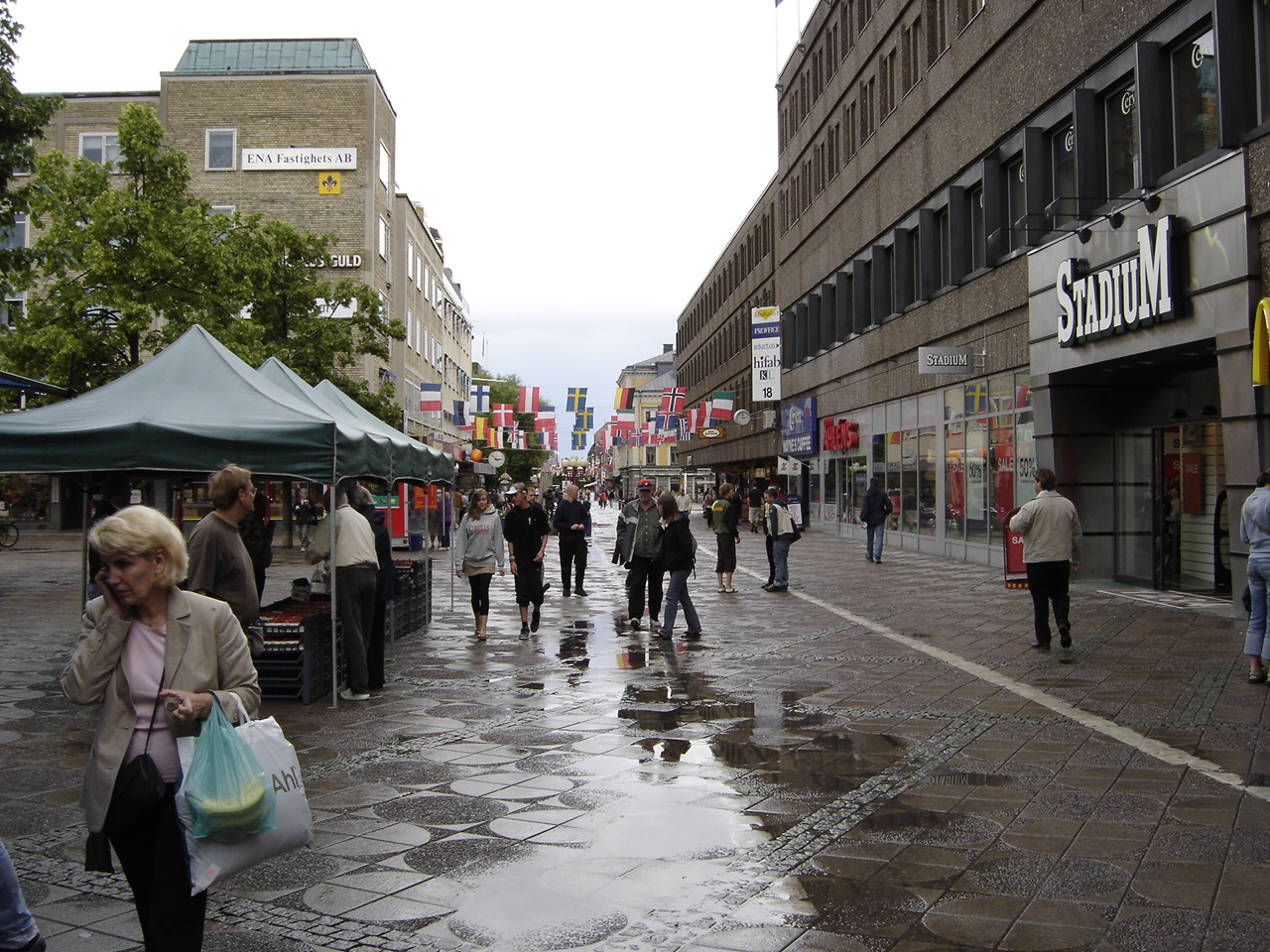
Le centre-ville de Gävle
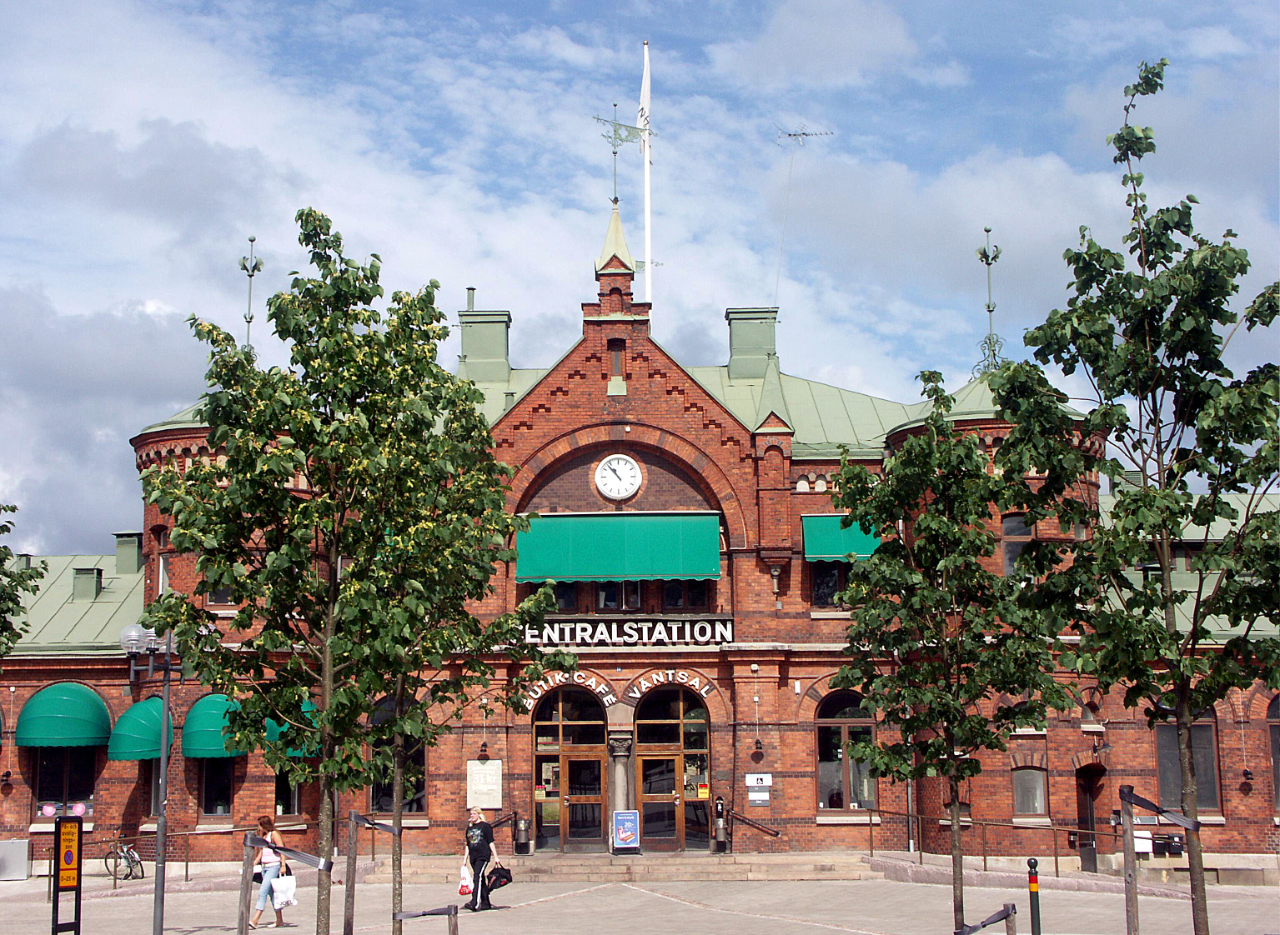
Borås
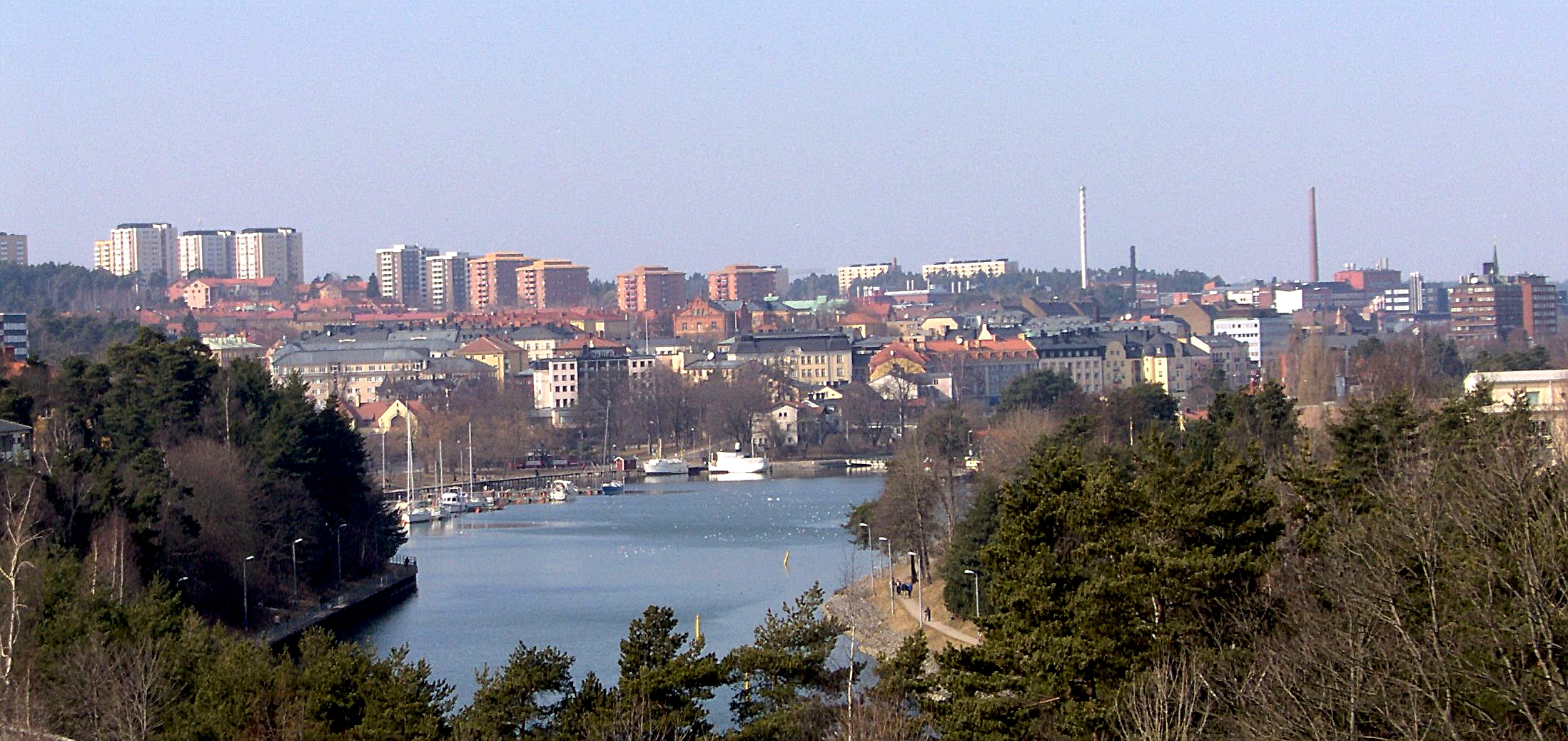
Södertälje
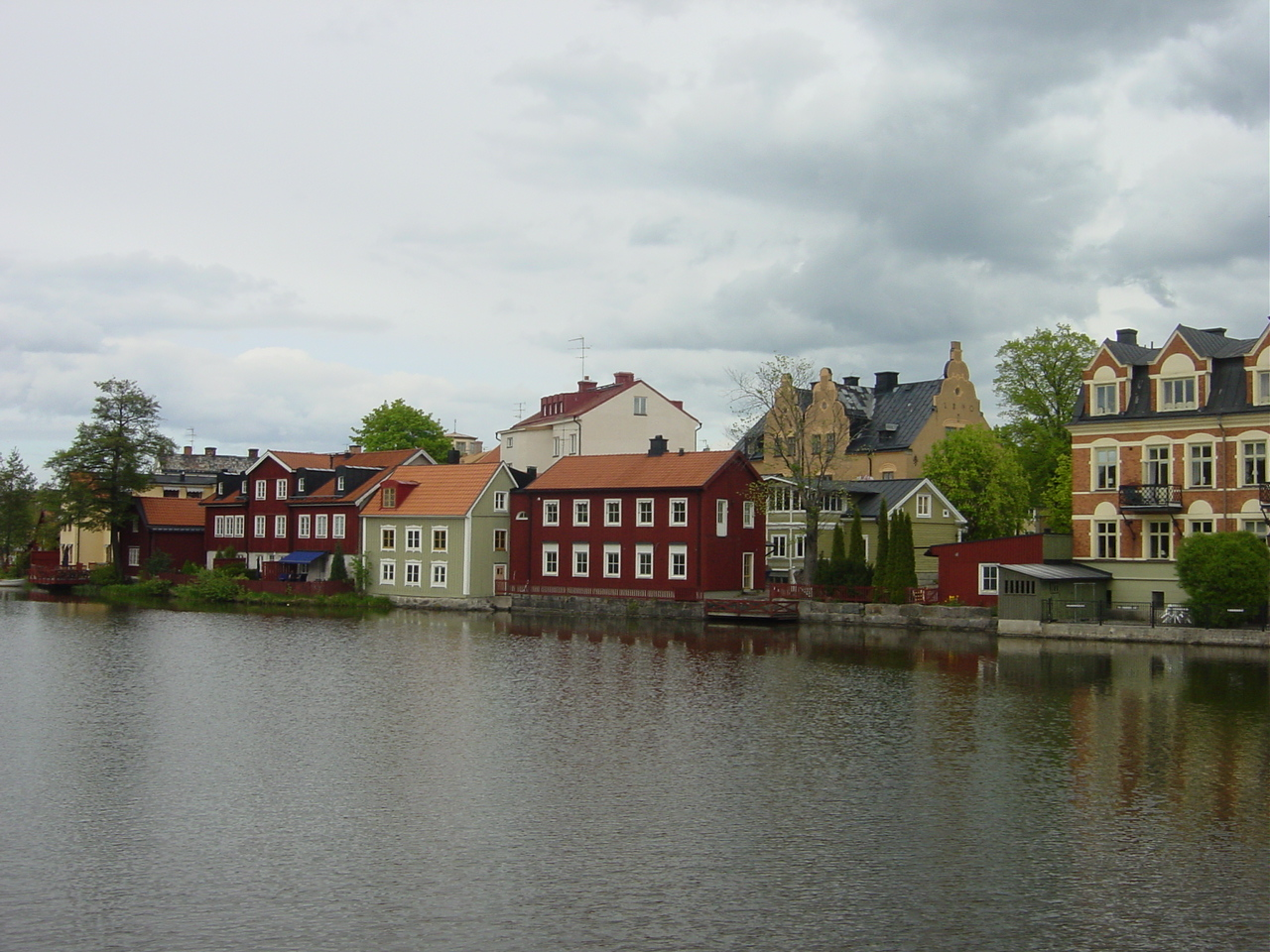
Eskilstuna
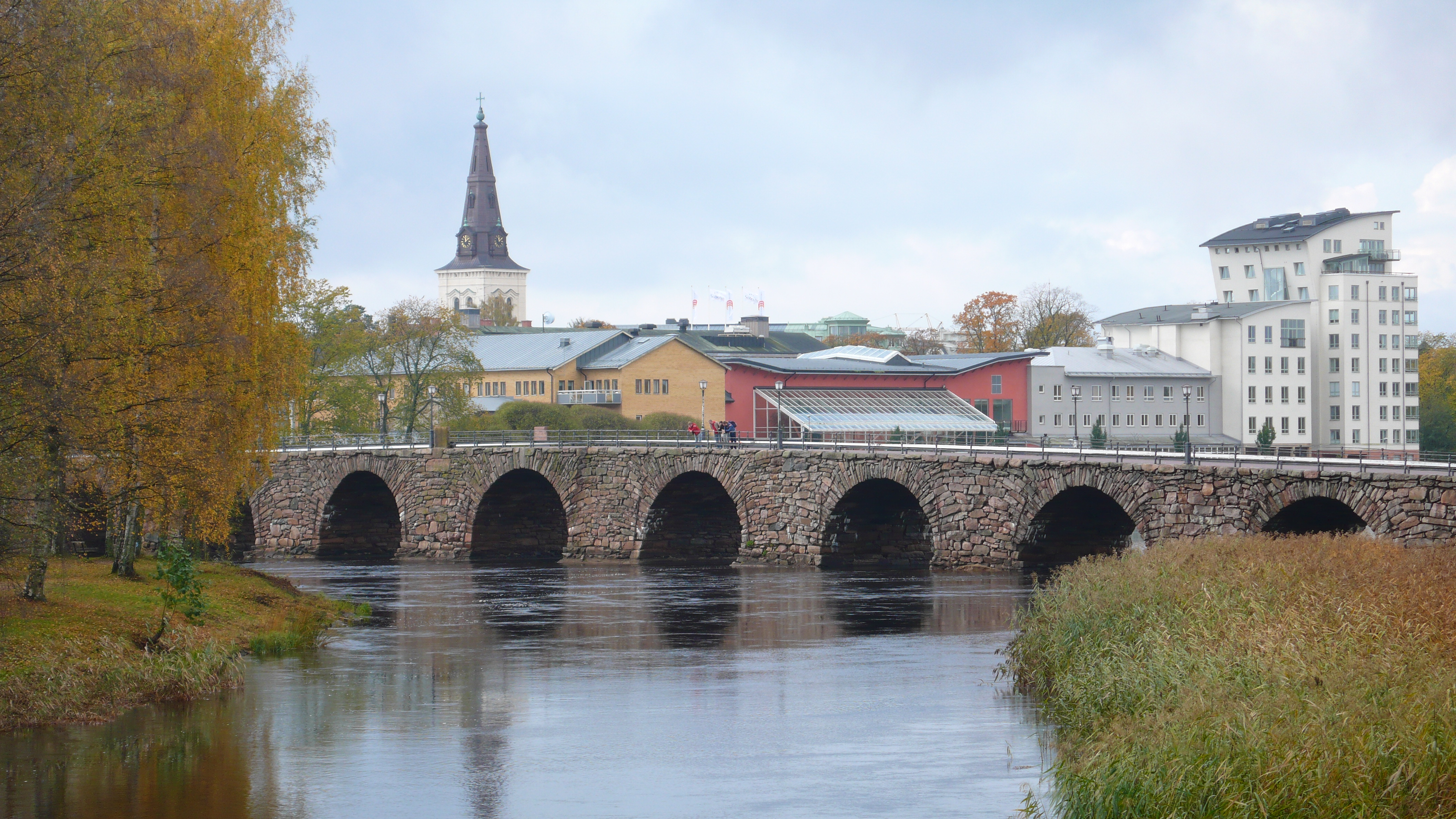
Karlstad